# ساسکن
ساسکن (انگلیسی: Sasken) شرکت فناوری اطلاعات هندی است، که در سال ۱۹۸۹ تأسیس شد.